# William Kempe

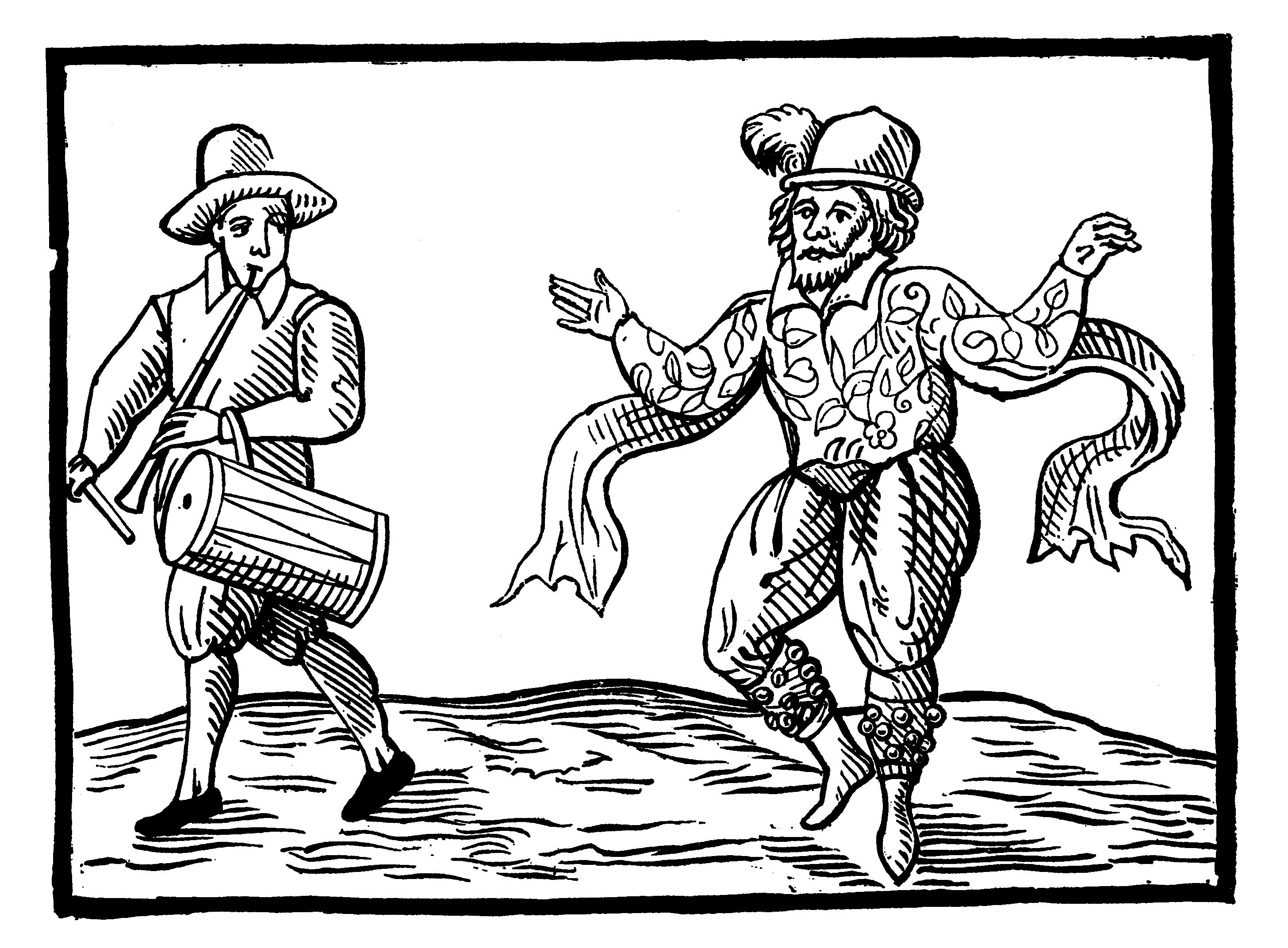
Ilustración del actor/clown Will Kempe (London, 1600)

William Kempe (también escrito Kemp), (floreció en torno a 1600) fue un actor y bailarín inglés conocido sobre todo por ser uno de los actores originales en los estrenos de obras de William Shakespeare. Se especializó en papeles cómicos del teatro isabelino, fue considerado en la época el sucesor del gran payaso Richard Tarlton, uno de los Queen's Men.

## Biografía
No se sabe nada de sus primeros años. Entra en la documentación histórica como miembro de la compañía del Conde de Leicester, pues se sabe que intervino en una representación en casa de Leicester en mayo de 1585; el Conde le dio una paga especial de diez chelines por su interpretación. Kempe siguió en ese servicio después de que Leicester marchara a los Países Bajos para mandar las fuerzas inglesas en la Guerra de los Ochenta Años. Philip Sidney, hermano de Leicester, envió cartas a casa a través de un hombre al que llama "Will, el actor cómico de mi Señor de Lester"; se acepta hoy en día que este Will es Will Kempe. En una carta a Francis Walsingham, Sidney se queja de que Kemp ha entregado estas cartas a Lady Leicester en vez de a la esposa de Sidney.
Después de un breve regreso a Inglaterra, Kempe acompañó a dos futuros miembros de la compañía del Chambelán, George Bryan y Thomas Pope, a Elsinor, Dinamarca, donde entretuvo a Federico II. No parece que se quedara durante mucho tiempo en Elsinore, pero se desconoce su paradero a finales de los años 1580.
Que su fama creció durante este período viene indicado por Thomas Nashe en An Almond for a Parrot (1590), que Nashe dedica a Kempe, llamándole "vice-gerente general del fantasma de Dick Tarlton." La portada del quarto de A Knack to Know a Knave hace publicidad de los "entretenimientos" de Kempe; dado que las portadas eran un medio para llamar la atención sobre un libro, la mención de Kempe sugiere que se había convertido en una atracción por derecho propio. Los críticos siempre han visto la escena en la que interpreta Kempe bastante simple (Collier, 97); se cree que la escena proporcionaba un marco en el que Kempe podía improvisar. Anotaciones en el Stationers' Register indican que tres jigas quizá escritas por Kempe se publicaron entre 1591 y 1595; dos de ellas han sobrevivido.
En 1592, y quizá antes, Kempe era uno de los Lord Strange's Men; está anotado en la autorización del Consejo Privado para esa que esa troupe actuara siete millas lejos de Londres. En 1594, después de la disolución de la compañía Strange's Men, Kempe, junto a Richard Burbage y William Shakespeare, se unieron a los hombres del Lord Chambelán. Permaneció con la compañía hasta casi el final del siglo, cuando una serie de acontecimientos aún no conocidos lo apartó de la compañía. A principios de 1599, los Burbage le incluyeron como accionista en los planes para construir el Teatro Globo. En algún momento de ese año, reemprendió su carrera en solitario.
En febrero y marzo de 1600, Kempe emprendió lo que después llamaría su "Nine Days Wonder", en el que interpretaba las danzas de morris desde Londres a Norwich (una distancia de más de cien millas) en un viaje que le llevó nueve días a lo largo de varias semanas, a menudo en medio de muchedumbres que le vitoreaban. Más tarde ese año publicó una descripción de los acontecimientos para probar a los incrédulos que era verdad. (El año que el llama 1599 al estilo antiguo, lo que más tarde ha creado cierta confusión. Que la jiga de Kempe fue en 1600 (Nuevo estilo) queda establecido por el documento en que consta el pago de su dinero en el Ayuntamiento de Norwich.)
Las actividades de Kempe después de esta famosa interpretación son tan oscuras como sus orígenes. Una evidencia de The Travels of the Three English Brothers, Kemp se supone que hizo otra gira europea, quizá llegando a Italia; por 1601, tomaba dinero a préstamo de Philip Henslowe y se unía a los Worcester's Men. La última mención segura de él está en el diario de Henslowe a finales de 1602. Los registros parroquiales señalan la muerte de "Kempe, un hombre" en San Salvador, Southwark, a finales de 1603; no puede asegurarse que se trate del cómico, pero el documento encaja con que no haya más rastro documental de él.

## Obras
En su época, Kempe era famoso por sus jigas, tanto como por sus representaciones teatrales. La jiga, una clase de representación rústica que se puede relacionar con la comedia del arte, implicaba hasta cinco intérpretes en un espectáculo parcialmente improvisado de danza y canto. Las jigas representaban historias, a menudo groseras, pero el énfasis estaba en el baile y la comedia física. Dos de las jigas de Kempe sobreviven en inglés, y dos más en alemán. Ejemplos de las jigas pueden verse en la colección de manuscritos de John Dowland (hoy en la biblioteca de la Universidad de Cambridge). Una famosa jiga del siglo XVII llamada "Jiga de Kempe" recibe su nombre por este actor, Will Kempe, y se publicó en el primer libro de The English Dancing Master, obra de John Playford de 1651.
Como actor, Kempe está asociado a dos papeles: Dogberry en Mucho ruido y pocas nueces y Pedro en Romeo y Julieta. (En el texto en quarto de este último, y tanto en el texto en quarto y el First Folio del primero, queda identificado en prefijos del discurso y direcciones de escena.) A partir de esto se ha deducido una probable lista de papeles interpretados por Kempe: Costard en Trabajos de amor perdidos, Bottom en El sueño de una noche de verano, Lancelot Gobbo en El mercader de Venecia, y Cob en la obra de Ben Jonson Every Man in His Humour. Falstaff es un caso más ambiguo. Aunque Falstaff presenta algunos rasgos de un payaso dramático isabelino, su personaje es de rango superior y más complejo que los otros papeles con los que se asocia a Kempe.

## Curiosidades
- En la película de 1998, dirigida por John Madden Shakespeare in Love, Kempe está interpretado por el veterano actor de carácter Patrick Barlow.
- En la novela de historia alternativa escrita por Harry Turtledove Ruled Britannia Kempe es uno de los personajes principales. Sus travesuras proporcionan gran parte del humor de la novela, y el libro incluye referencias a su "Nine Days Wonder".